# Acuši Jonejama
Acuši Jonejama (* 20. listopad 1976) je bývalý japonský fotbalista.

## Klubová kariéra
Hrával za Tokyo Verdy, Kawasaki Frontale, Nagoya Grampus, Tochigi SC.

## Reprezentační kariéra
Acuši Jonejama odehrál za japonský národní tým v roce 2000 celkem 1 reprezentační utkání.

## Statistiky
| Japonsko | Japonsko | Japonsko |
| Roky     | Záp.     | Góly     |
| -------- | -------- | -------- |
| 2000     | 1        | 0        |
| Celkem   | 1        | 0        |